# Kościół Przemienienia Pańskiego w Domaradzicach-Borku
Kościół Przemienienia Pańskiego w Domaradzicach-Borku – rzymskokatolicki kościół cmentarny należący do parafii św. Mikołaja biskupa w Dubinie (dekanat jutrosiński archidiecezji poznańskiej).
Oryginalnie była to świątynia wzniesiona w 1787 roku przez miejscowego proboszcza Franciszka Sławskiego jako kaplica. Zapewne dzięki staraniom księcia Adama Jerzego Czartoryskiego z Wielkiego Boru, w 1857 roku kaplica została rozbudowana i częściowo wkomponowana w istniejący obecnie kościół.
Świątynia została zbudowana pierwotnie w konstrukcji szkieletowej, w 1857 roku została częściowo oblicowana cegłą i otynkowana, zachowała się w stanie dobrym, w 1997 roku został przeprowadzony remont jej wnętrza.